# Campionato Internazionale 1922-1923
La stagione 1922-1923 è stato il tredicesimo Campionato Internazionale, e ha visto campione l'Eishockeyclub St. Moritz.

## Gruppi

### Serie Est
| Davos 31 gennaio 1923 | St. Moritz | 6 – 2 referto | Davos |  |

### Serie Ovest
| Château-d'Oex 28 gennaio 1923 | Château-d'Œx | 2 – 1 referto | Rosey-Gstaad |  |

## Finale
| Davos 11 febbraio 1923 | St. Moritz | 8 – 2 referto | Château-d'Œx |  |

## Verdetti
| Campionato Nazionale 1922-1923 | Campionato Nazionale 1922-1923 |
| ------------------------------ | ------------------------------ |
| Campionato Internazionale      | St. Moritz                     |